# Indulina
La indulina es un tinte de tonos azules, rojo azulado o negro. La indulina consiste en una mezcla de varias especies de color intenso, por lo que el nombre suele ser indulinas. Fue uno de los primeros tintes sintéticos, descubierto en 1863 por J. Dale y Heinrich Caro. Los principales componentes de la indulina son varias fenazinas sustituidas. Aunque la indulina ya no se utiliza, el tinte relacionado nigrosina todavía se produce comercialmente.

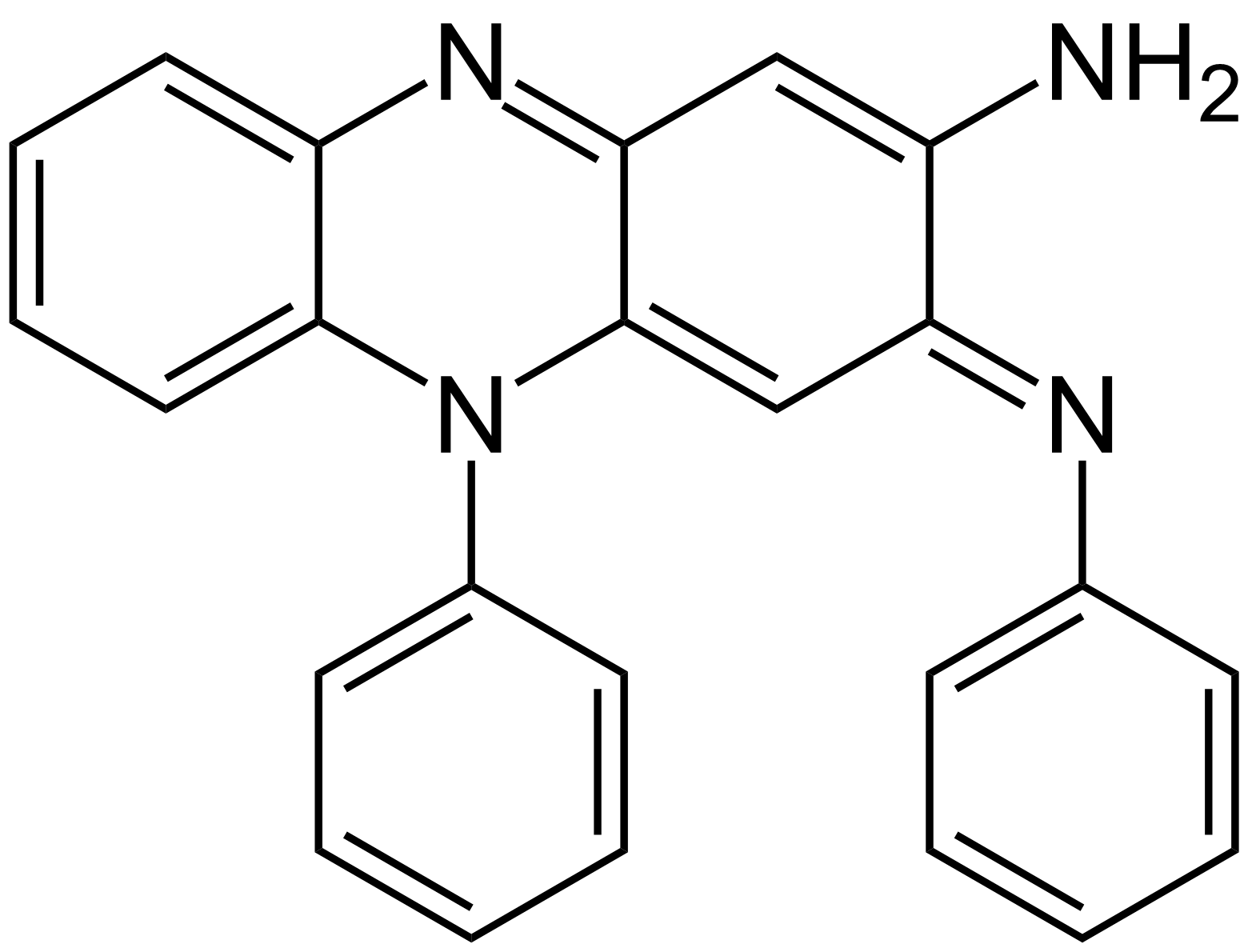
Estructura de uno de los principales componentes del tinte indulina.

## Relación con otros compuestos
La indulina es un derivado de las eurhodinas (aminofenazinas, aminaftofenazinas). Mediante sus derivados diazo pueden desamidarse, dando lugar a sales de azonio; por consiguiente, pueden considerarse sales de azonio amidadas. La primera reacción que dio una pista sobre su constitución fue el aislamiento de la azofenina intermedia por O. Witt, que Fischer y Hepp demostraron que era dianilidoquinona dianil, encontrándose poco después un compuesto intermedio similar en la serie del naftaleno. La azofenina, C30H24N4, se prepara calentando la quinona dianil con anilina, fundiendo juntos quinona, anilina y clorhidrato de anilina, o por la acción de la anilina sobre el para-nitrosofenol o la para-nitrosodifenilamina. Las indulinas se preparan como se ha mencionado anteriormente a partir de compuestos aminoazo, o condensando oxi- y amido-quinonas con orto-diaminas feniladas. Las indulinas pueden subdividirse en los siguientes grupos: (1) benzindulinas, derivados de la fenazina; (2) isorosindulinas; y (3) rosindulinas, ambas derivadas de la naftofenazina; y (4) naftindulinas, derivadas de la naftazina.
Las rosindulinas y las naftindulinas tienen un carácter fuertemente básico, y sus sales poseen un marcado color rojo y fluorescencia. La benzindulina (aposafranina), C18H13N3, es una base fuerte, pero no puede diazotizarse, a menos que se disuelva en ácidos minerales concentrados. Cuando se calienta con anilina produce anilido-aposafranina, que también puede obtenerse por oxidación directa de orto-aminodifenilamina. La isorosindulina se obtiene a partir de diclorimida de quinona y fenil-β-naftilamina; la rosindulina a partir de benceno-azo-α-naftilamina y anilina y la naftilindulina a partir de benceno-azo-α-naftilamina y naftilamina.